# 黃自強 (軍人)
黄自强（1901年—1947年），台灣人，祖籍福州，中華民國將領。

## 生平
黄自强出身於黄埔軍校4期，1926年日本陸軍士官学校入学，第20期砲兵科畢業。抗日戰爭時任江苏省保安第8旅参谋长，駐連雲港；1941年6月21日，第8旅旅长杨仲华率部降於日軍，黄自强隨同，同年轉入日本扶持的汪精衛政府。黄自强先后任汪精衛政府军事委员会办公厅副主任、新国民运动促进委员会委员、军事委员会委员、陆军编练总监公署总监，政治部部长、汪精衛政府江西省省长兼九江绥靖主任公署主任等。